# Taunnguská dynastie
Taunnguská dynastie byla královská dynastie vládnoucí v letech 1510–1752 v Myanmaru (Barmě), v tzv. Taunnguské říši, která se historicky dělí na období První Barmské říše (1510–1599) a Druhé Barmské říše (1599–1752). Za zakladatele dynastie je považován Minkyinyo (1486–1531) pocházející z města Taunngu, podle nějž nese dynastie jméno, nebo jeho syn Tapinšweitchi (1531–1550), který provedl klíčovou územní expanzi (podrobení Monů roku 1541, zisk Horní Barmy roku 1544) a založil hlavní město Pegu. Jeho švagr Bhuyinnaun (vládl 1551–1881) pak připojil některá knížectví Šanů, království Ajuthaju i část Laosu a udělal z Barmy nejmocnější stát v jihovýchodní Asii. Po jeho smrti ovšem docházelo k postupnému rozpadu říše. Čelila povstáním Siamců, Arakanců, odbojných šlechticů, útokům Manípurců i Číňanů ze severu. Z rozvratu říši dostali králové Anaukpetlun (vládl 1605–1628) a jeho bratr Thalun (1629–1648), ale jen načas. Rozhodný úder zasadili dynastii a její říši Monové, vedení Baňjou Dalou, kteří královskou rodinu zajali a vyhlásili vlastní království.